# Свиридонов, Алексей Иванович
Алексей Иванович Свиридонов — бригадир электролизников Братского алюминиевого завода, Герой Социалистического Труда. Депутат Верховного Совета СССР 10 созыва.

## Биография
Родился в 1930 году в деревне Рулёвка.
С 1948 года — на хозяйственной, общественной и политической работе. В 1948—1988 гг. — плотник на шахте имени Калинина в Прокопьевске, на Тихоокеанском флоте, электролизник, старший электролизник, бригадир электролизников Богословского алюминиевого завода, бригадир электролизников Братского алюминиевого завода.

Указом Президиума Верховного Совета ССР от 2 марта 1981 года за выдающиеся производственные достижения, досрочное выполнение заданий десятой пятилетки и социалистических обязательств, проявленную трудовую доблесть присвоить звание Героя Социалистического Труда с вручением ордена Ленина и золотой медали «Серп и Молот» Свиридонову Алексею Ивановичу

Избирался депутатом Верховного Совета СССР 10 созыва. Лауреат Государственной премии СССР, почётный металлург СССР.